# Jean Malléjac
Jean Malléjac fue un ciclista francés, nacido el 19 de junio de 1929 en Dirinon y fallecido el 24 de septiembre de 2000 en Landerneau.
En el Tour de Francia 1953 ganó una etapa y fue segundo en la general. Al año siguiente fue quinto en la general. 
Defendió los equipos Stella-Dunlop, Stella-Huret, Terrot-Hutchinson y St Raphaël-Géminiani. Fue profesional desde 1949 hasta 1958.
Estuvo involucrado en un caso de dopaje, en un episodio con mareos, desmayos y estado de coma, sobreviviendo. Hasta su muerte desmintió los hechos, argumentando que lo doparon en contra de su voluntad.

## Palmarés
1950
- Callac

1953
- 1 etapa del Tour de Francia
- Segundo en la general del Tour de Francia

1954
- Quinto en la general del Tour de Francia